# Stemma della provincia di Lodi
Lo stemma della provincia di Lodi fu creato nel 1995 ed approvato il 29 dicembre dello stesso anno ma non è presente nessun decreto di concessione.
La parte sinistra dello stemma fu proposta da Alessandro Caretta, presidente della Società Storica Lodigiana, per simboleggiare il territorio agricolo lodigiano (il fondo verde) solcato da fiumi e canali (la sbarra d'argento); la parte destra fu invece proposta dall'Ufficio Araldico, rifacendosi ai colori storici della città capoluogo, invertiti per motivi estetici.
La provincia dispone inoltre di un gonfalone la cui blasonatura è: